# Feleki József
Nagy-galambfalvi Feleki József, Feleky (Debrecen, 1847. július 16. – Foktő, 1905. december 31.) református lelkész, író, műfordító, Feleky Miklós színész és Szákfy-Szabó Amália színésznő fia.

## Életútja
Középiskoláit Pesten, Pápán és Nagykőrösön, a teológiai tanfolyamot pedig 1871-ben Pesten végezte. Fél évet a müncheni egyetemen töltött, ahol Döllingert hallgatta. 1872-ben letette a papi vizsgát és budapesti káplán lett; másfél év múlva a tanári pályára szándékozott lépni, ezért egy évet a lipcsei egyetemen töltött, ahol a filozófiai tudományokat hallgatta; 1874. november 27-én azonban a foktői (Pest megye) református egyház megválasztotta lelkészül.

## Írásai
Irodalmi kísérletei 1864-ben a szépirodalmi lapokban jelentek meg s pappá választatásáig alig volt politikai és szépirodalmi lap, melybe valamit ne irt volna. 1873. májusától 1874. júliusig a Protestáns Egyházi és Iskolai Lap és mellékletének, a Protestáns Tud. Szemlének segédszerkesztője volt. Bemutatta és lefordította Legouvének különösen a női és a gyermek-nevelés kérdését tárgyaló munkáit; az utóbbi négy év alatt különösen a csillagászattal, jelesűl Flamarionnal foglalkozott és számos csillagászati tárczát közölt a Nemzetben és a Fővárosi Lapokban; ez utóbbi lapba irt A táncról (1869.), A kommunismus Amerikában és tárcákat (1876.), Legouvé után ford. tárcákat sat. (1877-90.), Az ember egyéni értékéről (1891.). Nyári éj (1892. sat.), A női kérdés (1893.); a Protestáns Szemlébe (1872.); továbbá irt a Vasárnapi Ujságba (1869.), a Protestáns Egyházi és Iskolai Lapba (1876-77. 1887. A falusi egyházi életből, 1888-91.), A Pesti Naplóba (1877. 257. sz. Krijanich György a panslavismus úttörője a XVIII. században), a Tolnamegyei Közlönybe (1880. Látogatások egy szász faluban), a Nemzetbe (1890. 65. sz. Sámson és tanítványai, 353. sz. A római katakombák művészete, 1891. Deák Ferencz és Magyarország, A polgárosult népek vallási jövője, 1892-93.) sat.

## Munkái
- A kompanisták, vígj. 1 felv., Labiche E. és Nus E. után ford. Pest, 1871 (Nemzeti Szinház Könyvtára 8. Először adatott febr. 17.)
- A farkas torka, szinmű 4 felv., Laja Leon után ford. Pest, 1875 (N. Szinház K. 83.)
- Samu bácsi, szinmű 4 felv., Sardou Victor után ford. Pest, 1876 (N. Szinh. K. 100. Először adták a nemzeti szinházban decz. 15.)
- A legujabb botrány, vígj. 3 felv., Barrère Theodor után ford. Pest, 1876 (N. Szinházi K. 107. Először adták 1877. nov. 7.)
- A polgárosult népek vallási jövője, Laveleye Emil után ford. Pest, 1878 (Ism. Prot. Egyh. és Isk. Lap 1877.)
- Atya és fiú a tizenkilenczedik században, Legouvé Ernest után ford. Pest, 1878 (Kis Nemz. Muzeum 42. 43. és Zöld Könyvtár 10.)
- A nők erkölcsi története. Legouvé Ernő után fr. ford. Pest, 1880
- A nők társadalmi állása. Pest, 1881
- A foktői ref. egyház multja és jelene. Pest, 1881
- Beatrix vagy a szinművészet istennője, szinmű 5 felv., Legouvé Ernő után fr. ford. Pest, 1882 (Olcsó Könyvtár 152.)
- Leányaink és fiaink. Egynehány jelenet a családi életből. Legouvé Ernő után ford. Pest, 1885
- Borgia Lucretia. Gregorovius után ford. Pest, 1886 (Márkus István kezdte fordítani, ennek halála után ő fejezte be.)
- Az olvasás művészete. Legouvé Ernő után fr. ford. Pest, 1886 (Legouvé irta hozzá az előszót.)
- A nő tényleges rendeltetése. Tanulmány. Paks, 1888 (Fordítás.)
- Csillagászati olvasmányok. Paks, 1893 (Flammarion munkáiból Sajtó alatt.)

Még a következő szinműveket fordította: Plumet öröksége, vígj. 3 felv., Barrière Theodor és Capendu E. után (először a bpesti nemz. szinházban 1874. jan. 30.), Idegen vő (atyjával, F. Miklóssal együtt), Bolondok háza (Rosen), Egy ismeretlen csók, Shakespeare és Elefánt.